# Sandokan
Sandokan, amb sobrenom del tigre de Malàisia i també com el tigre de Mompracem, és un personatge de ficció, protagonista de nombroses novel·les d'aventures dels pirates de Malàisia de l'escriptor italià Emilio Salgari. Sandokan és un corsari que combat heroicament contra el colonialisme britànic.
Sandokan és un heroi pur, un personatge monolític i sense dubtes. És víctima d'un odi inguarible contra els anglesos i del Rajah blanc, James Brooke, responsable de la mort de la seua família, i lluita per tots els mitjans per la llibertat del seu minúscul regne, l'illa de Mompracem, invadida i reconquistada.
Personatge de fulletó, el príncep Sandokan és un combatent formidable, valent, despietat amb els enemics que odia, generós amb aquells que ha d'executar fruit de les seues venjances i fidel fins a la mort amb els seus amics. El seu company fidel, en paraules del mateix Sandokan, il mio regolatore, és el portuguès Yanez de Gomera, un irònic i divertit gentilhome de frontera, amb l'eterna cigarreta a la boca. Paco Ignacio Taibo II ha escrit una novel·la moderna de Sandokan anomenada El Retorno de los Tigres de Malasia.

## Novel·les d'Emilio Salgari protagonitzades per Sandokan
- Els tigres de Mompracem (Le tigri de Mompracem, 1900). Primera versió publicada per lliuraments en 1883-1884 amb títol: La tigre della Malesia.
- Els misteris de la jungla negra (I misteri della jungla nera, 1895). Aquí no apareix Sandokan, solament apareixen Tremal - Nailk i Kammamuri, després coneixen Sandokan a "Els pirates de Malàisia".
- Els pirates de Malàisia (I pirati della Malesia, 1896)
- Els dos tigres (Le due tigri, 1904)
- El rei del Mar (Il re del mare, 1906)
- La conquesta d'un Imperi (Alla conquesta di un impero, 1907)
- La venjança de Sandokán (Sandokan alla riscossa, 1907)
- La reconquesta de Mompracem (La riconquista di Mompracem, 1908)
- El fals brahmán (Il bramino dell'Assam, 1911)
- La caiguda d'un imperi (La caduta di un impero, 1911)
- La revenja de Yáñez (La rivincita de Yañez, 1913)